# Skogsjordkrypare
Skogsjordkrypare (Geophilus proximus) är en mångfotingart som beskrevs av Koch 1847. Skogsjordkrypare ingår i släktet Geophilus och familjen storjordkrypare. Arten är reproducerande i Sverige. Utöver nominatformen finns också underarten G. p. rhenanus.